# Гандаберунда
Гандаберунда или Берунда (санскр. गण्डभेरुण्ड, IAST: gaṇḍabheruṇḍa) — двухголовая птица в индуистской мифологии; ей приписывается огромная магическая сила и способность противостоять силам разрушения. Предание связывает её с богом Вишну. Гандаберунда встречается в декоративном оформлении многих индуистских храмов, в геральдике Майсурского княжества и других средневековых южноиндийских государств; в современной Индии её можно увидеть на гербе штата Карнатака.

## Название
Упоминания о Гандаберунде встречаются в древних индуистских текстах, в частности в Вишну-Пуране. Слово «гандаберунда» состоит из двух частей: «ганда» (канн. ಗಂಡ, Gaṇḍa) и «берунда» (канн. ಬೇರುಂಡ, bēruṇḍa) — означающих в переводе с языка Каннада, соответственно, «сильный» и «двухголовый».

## Образ в мифологии
Предание гласит: однажды, бог Вишну явился в образе человекольва Нарасимхи, чтобы сразить демона Хираньякашипу. Убив демона, Вишну не смог погасить в себе гнев и удержался в своей ужасной форме. Полубоги боялись его даже больше, чем убитого демона и поэтому попросили заступничества у Шивы. Шива явился в образе Шарабхи, и тогда Вишну обернулся Гандаберундой. Схватившиеся Шарабха и Гандаберунда остались в мифе как образ соединения сил Шивы и Вишну, а Гандаберунда в отдельности стала символом колоссальной мощи.

## Изображение
Древнейшее изображение двухголовой птицы на Индийском субконтиненте было найдено в Такшашиле. Гандаберунду обычно изображают несущей слонов и львов в когтях и клюве — таким образом демонстрируется её огромная сила. На монете (касу), найденной в Мадурае, она изображена со змеёй в клюве. Все двумерные изображения Гандаберуды симметричны (подобно двуглавому орлу); при этом иногда она также изображается с длинным хвостом, похожим на павлиний (павлин — национальная птица Индии). В храме Ченнакешава в городе Белур, штат Карнатака, Гандаберунда вписана в сюжет «цепи разрушения»: сперва олень становится добычей большого питона, затем питона поднимает слон, лев нападет на слона, а льва пожирает Шарабха. Последняя сцена сюжета изображает Гандаберунду, уничтожающую Шарабху. Самый старым изображением мифической птицы на территории штата Карнака считается статуя, установленная в 1047 году на каменной колонне в Баллигави; у этой статуи две птичьи головы и человеческое тело.

## Использование
Изображение Гандаберунды использовалось династией Водеяров в Майсурском государстве в качестве королевской эмблемы, а на монетах оно впервые появилось в империи Виджаянагар во времена правления Ачьютадеварайи Тулувы. В современной Индии Гандаберунда используется в гербе штата Карнатака. Гандаберунда также изображена на гербе индийского военно-морского корабля INS Mysore (D60) и на эмблеме футбольного клуба «Бенгалуру».

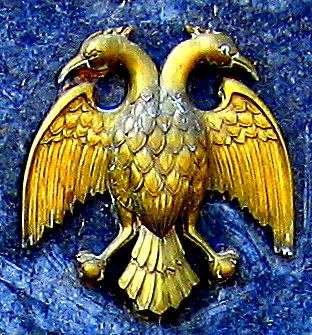
Гандаберунда во дворце в Майсуре.
Герб индийского штата Карнатака
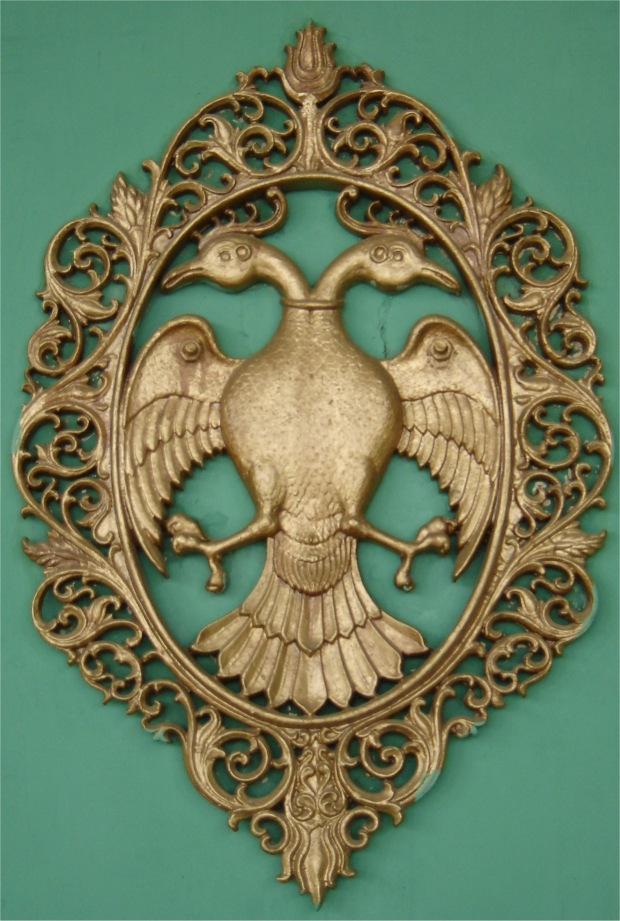
Изображение Гандаберунды в отеле Lalitha Mahal Palace Hotel (Майсур)